# 大嶋匠
大嶋 匠（おおしま たくみ、1990年2月14日 - ）は、群馬県前橋市出身の元プロ野球選手（捕手、内野手）、ソフトボール選手（内野手、捕手）。右投左打。中学生時代から大学生時代まで一貫してソフトボール選手であり、野球経験は小学校時代に軟式野球のみという、プロ入り前に硬式野球の経験がなかった異色のプロ野球選手であった。

## 経歴

### ソフトボール選手時代
小学校までは軟式野球をしていたが、進学した新島学園中学校に野球部がなかったためソフトボール部に入部。硬式野球のクラブチームへの入団も検討していたが、体験練習で硬式球の死球を受けて「自分に硬球は早すぎる」と感じてしまったという。
高校進学時に野球に戻る考えもあったが、内部進学の新島学園高校でもソフトボールを継続。男子ソフトボールの全国的強豪である同高校にて高校総体、国体で優勝。
早稲田大学への進学後の2008年には、U-19日本代表の四番打者として国際大会に出場。世界男子ジュニア選手権大会3位などの実績を残した。大学リーグの公式戦では13試合連続本塁打を記録するなど、大学通算80本塁打。
2011年10月27日に行われたプロ野球ドラフト会議で、北海道日本ハムファイターズから7位指名を受けた。同年4月からセガサミー硬式野球部の練習に参加し、10月1日に鎌ヶ谷で行われた日本ハムの入団テストを「記念受験」していた。

### プロ野球選手時代
2012年シーズンは春季キャンプの紅白戦で初打席本塁打を記録するが、開幕二軍スタート。シーズン中に一軍昇格はなく、イースタン・リーグでは60試合に出場し、打率.199、3本塁打を記録。
2013年は3月23日、BCリーグ群馬ダイヤモンドペガサスとの練習試合でスイングをした際に右手首有鈎骨を骨折し、3月27日に手術を受けた。この年も一軍昇格はなく、イースタン・リーグで47試合に出場、打率.202、2本塁打の成績。10月7日から開催されたフェニックスリーグに参加。斎藤佑樹から「（一軍戦でコンビを組んだ）中嶋さんと大嶋ではキャッチャーとしての経験が違う」と厳しい言葉を受けた。11月19日、現状維持の500万円で契約更改した。
2014年は、10月4日に3年目にして初めて一軍昇格、10月5日の東北楽天ゴールデンイーグルス戦で8回無死から代打出場、プロ初打席は松井裕樹と対戦し三振。この年の一軍での打席はこの1打席のみ。
2015年は、1月27日に発表されたメンバー振り分けで一軍に選抜され、プロ4年目で初のキャンプ一軍スタートとなった。しかし、シーズン中に一軍での試合出場はなく、二軍のイースタン・リーグでは60試合に出場、打率.224、4本塁打、19打点。
2016年は、プロ5年目にして初の開幕一軍入り、5月31日、東京ヤクルトスワローズ戦で9回裏に大野奨太の代打として出場し、石山泰稚からプロ初安打となる右中間への二塁打。
2017年は一軍昇格せず、イースタン・リーグで43試合に出場し打率.273、3本塁打、23打点。
2018年10月5日に球団から戦力外通告され当日に現役引退を表明する。

### プロ野球引退後
現役引退後、2019年3月13日放送の日本テレビ『中居正広の4番勝負』に出演。元同僚の杉谷拳士らとともに「チーム中居」の一員として、ソフトボール女子日本代表とのソフトボール対決に参加した。大嶋にとって実に7年ぶりのソフトボールであった。
引退時には日本ハムより引き続き職員としての雇用の誘いや、大手保険会社や大学のソフトボール監督、東京オリンピック関係者などからの誘いもあったというが、それらを断り、2019年4月に群馬県高崎市の臨時職員として採用される。12月上旬、高崎市の職員採用試験に合格。2020年4月から正規職員となる。また、臨時職員時代から高崎市役所ソフトボール部に所属し、ソフトボール選手に復帰している。復帰後は学生時代とは違い、一塁手としてプレーしている。
2020年10月24日発売の「ソフトボール・マガジン」12月号では「高崎市役所に学ぶ!効果的な打撃練習法」という特集が組まれたが、大嶋もその中の「パワーヒッター編2」で登場しており、市役所の同僚選手とともに表紙を飾っている。

## 選手としての特徴・人物
硬式野球未経験のソフトボール選手の入団ということで、日本ハム入団時にはその適応能力について大きく注目された。1年目時点での評価は、バッティング面では監督の栗山英樹から「ボールのとらえ方、バットの角度にいいものがある」「こちらが思う以上にボールへの対応力がある」とされ、野球評論家の大塚光二からは「並の新人なら1年目の春季キャンプではプロのスピードについていくだけでも大変なのに、彼は『速さは感じない』と言ってのける。もしかしたら、すごい怪物かもしれない」とコメントされた。直球への対応力が評価される一方、変化球へ対応ができるかどうかは意見が分かれていた。また、守備面の評価は散々で、キャンプで投球練習を務めたときからキャッチングのまずさを露呈し、ブルペン捕手すら務まらないアマチュア以下だと言われていた。
趣味は人間観察とフォームチェック。憧れの選手に新庄剛志、対戦したい投手に早稲田大学で一学年上の福井優也の名前を挙げている。
ソフトボール球界では役所の強豪チームが多かったことから、高校時代から漠然と役所で働きたいという憧れを持っていた。4学年下の弟が高崎市役所に勤務していることが公務員試験を受験するきっかけの一つになったという。

## 詳細情報

### 年度別打撃成績
| 年 度    | 球 団    | 試 合 | 打 席 | 打 数 | 得 点 | 安 打 | 二 塁 打 | 三 塁 打 | 本 塁 打 | 塁 打 | 打 点 | 盗 塁 | 盗 塁 死 | 犠 打 | 犠 飛 | 四 球 | 敬 遠 | 死 球 | 三 振 | 併 殺 打 | 打 率 | 出 塁 率 | 長 打 率 | O P S |
| -------- | -------- | ----- | ----- | ----- | ----- | ----- | -------- | -------- | -------- | ----- | ----- | ----- | -------- | ----- | ----- | ----- | ----- | ----- | ----- | -------- | ----- | -------- | -------- | ----- |
| 2014     | 日本ハム | 1     | 1     | 1     | 0     | 0     | 0        | 0        | 0        | 0     | 0     | 0     | 0        | 0     | 0     | 0     | 0     | 0     | 1     | 0        | .000  | .000     | .000     | .000  |
| 2016     | 日本ハム | 12    | 17    | 15    | 1     | 3     | 1        | 0        | 0        | 4     | 1     | 0     | 0        | 0     | 1     | 0     | 0     | 1     | 2     | 0        | .200  | .235     | .267     | .502  |
| 2018     | 日本ハム | 2     | 2     | 2     | 0     | 0     | 0        | 0        | 0        | 0     | 0     | 0     | 0        | 0     | 0     | 0     | 0     | 0     | 0     | 0        | .000  | .000     | .000     | .000  |
| NPB：3年 | NPB：3年 | 15    | 20    | 18    | 1     | 3     | 1        | 0        | 0        | 4     | 1     | 0     | 0        | 0     | 1     | 0     | 0     | 1     | 3     | 0        | .167  | .200     | .222     | .422  |

### 年度別守備成績
| 年 度 | 球 団    | 捕手  | 捕手  | 捕手  | 捕手  | 捕手  | 捕手  | 捕手     | 捕手     | 捕手     | 捕手     | 捕手     | 一塁  | 一塁  | 一塁  | 一塁  | 一塁  | 一塁     |
| 年 度 | 球 団    | 試 合 | 刺 殺 | 補 殺 | 失 策 | 併 殺 | 捕 逸 | 守 備 率 | 企 図 数 | 許 盗 塁 | 盗 塁 刺 | 阻 止 率 | 試 合 | 刺 殺 | 補 殺 | 失 策 | 併 殺 | 守 備 率 |
| ----- | -------- | ----- | ----- | ----- | ----- | ----- | ----- | -------- | -------- | -------- | -------- | -------- | ----- | ----- | ----- | ----- | ----- | -------- |
| 2016  | 日本ハム | 3     | 4     | 1     | 1     | 0     | 0     | .883     | 3        | 2        | 1        | .333     | 3     | 8     | 1     | 0     | 1     | 1.000    |
| 通算  | 通算     | 3     | 4     | 1     | 1     | 0     | 0     | .883     | 3        | 2        | 1        | .333     | 3     | 8     | 1     | 0     | 1     | 1.000    |

### 記録
初記録
- 初出場：2014年10月5日、対東北楽天ゴールデンイーグルス24回戦（札幌ドーム）、8回裏にホアン・ミランダの代打で出場
- 初打席：同上、8回裏に松井裕樹から空振り三振
- 初先発出場：2016年4月10日、対東北楽天ゴールデンイーグルス3回戦（楽天Koboスタジアム宮城）、7番・指名打者で先発出場
- 初安打：2016年5月31日、対東京ヤクルトスワローズ1回戦（札幌ドーム）、9回裏に石山泰稚から右中間二塁打
- 初打点：2016年6月27日、対埼玉西武ライオンズ12回戦（札幌ドーム）、7回裏に岸孝之から中犠飛

### 背番号
- 66 （2012年 - 2018年）

### 登場曲
- 「BE MY BABY」COMPLEX （2014年）